# Melanoplus rugglesi
Melanoplus rugglesi är en insektsart som beskrevs av Gurney 1949. Melanoplus rugglesi ingår i släktet Melanoplus och familjen gräshoppor. Inga underarter finns listade i Catalogue of Life.